# Шнапс

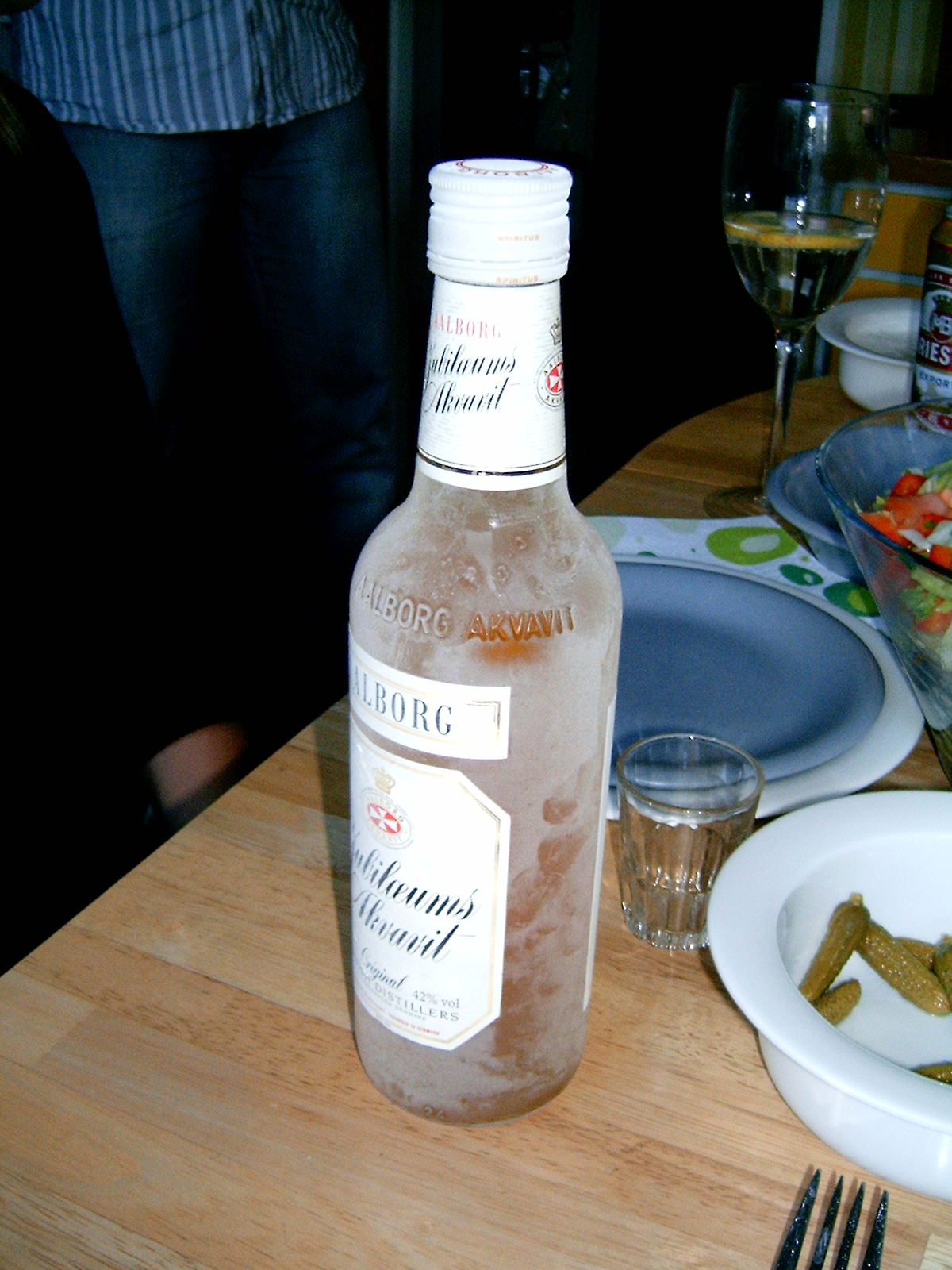
Пляшка охолодженого Данського шнапсу

Шнапс (нім. Schnaps, від нім. schappen, дос. «хапати») — німецький міцний алкогольний напій, вироблений традиційно в результаті перегонки зерна, картоплі, фруктів або ягід.
Спирт для шнапсу виробляють з різноманітної сировини методом подвійної дистиляції. Крім зерна і картоплі, відомий шнапс з яблук, винограду, бананів, лохини, журавлини, полуниць і з багатьох лісових ягід, але найпопулярніший шнапс персиковий. Його міцність зазвичай становить близько 30 %. Дуже популярний в Німеччині, Скандинавії, Австрії. 
В горах Шварцвальд виробляється шнапс з ароматом перцевої м'яти Rumple Minze.

## Рецепт напою
М'ята — 30 листочків, бутони гвоздики — 12 штук, полин сушений — 1 стакан, насіння кропу — 6 г, аніс — 8 г, спирт (96%) — 500 мл, вода. Метод приготування: всі прянощі і спеції перекладаємо в скляну ємність і заливаємо високоякісним спиртом. Даємо настоятися 1 місяць в темному місці при кімнатній температурі і не забуваємо збовтувати один раз в 3–5 днів. Як тільки пройде місяць, настоянку необхідно процідити через марлю або дрібне ситечко. Підготовлену настоянку необхідно розбавити водою до 20 градусів і двічі перегнати через самогонний апарат. «Голову» збирати не потрібно, бо ми використовуємо вже готовий спирт. Збір продукту необхідно припинити, коли міцність струменя буде нижче 45 градусів. Готовий шнапс розливаємо по скляних пляшках.